# Andrzej Andrzejewski (aktor)
Andrzej Andrzejewski (ur. 1 stycznia 1976 w Bartoszycach) – polski aktor teatralny, filmowy i telewizyjny.

## Życiorys
Dzieciństwo i młodość spędził w Lidzbarku Warmińskim. W 2001 roku ukończył studia w Akademii Teatralnej w Warszawie. Występował w wielu teatrach, głównie warszawskich, oraz w filmach i serialach telewizyjnych. Od 2010 roku jest aktorem Teatru Kwadrat w Warszawie.

## Filmografia
- 1997–2013: Klan jako Norbert „Nowy”, copywriter w Agencji Reklamowej „JBD”
- 1999: Skok jako Mały
- 1999: Policjanci
- 1999: Dług
- 2000: Na dobre i na złe jako Mirek Godlewski (odc. 46)
- 2000: Enduro Bojz jako Robert
- 2001: W kogo ja się wrodziłem jako Tomek Lechotycki
- 2001: Marszałek Piłsudski jako mężczyzna wyprowadzający Piłsudskiego z niebezpiecznego mieszkania (odc. 1)
- 2002: Sfora jako interesant w willi Starewicza (odc. 5)
- 2002–2010: Samo życie jako Józek, menel spod sklepu spożywczego w Borkach
- 2003: Złotopolscy jako posłaniec z kwiatami dla Marty (odc. 522)
- 2003: Biała sukienka jako lider zespołu satanistycznego
- 2003: Symetria jako Zborek
- 2003: Pogoda na jutro jako asystent kandydata Edwarda Gzyla
- 2003: Kasia i Tomek jako kierowca (sezon III, odc. 9); uczestnik wycieczki (sezon III, odc. 22)
- 2003: Defekt jako Żeleźnik, konstruktor bomby
- 2004: Oficer jako podoficer w Komendzie Głównej Policji (odc. 11)
- 2004: M jak miłość jako Bolek, pracownik myjni (odc. 221, 235)
- 2004: Kryminalni jako Marcin Ćwiek (odc. 12)
- 2005: Zakręcone jako Szymon (odc. 12)
- 2005: Magda M. jako Franek
- 2005: Wróżby kumaka jako dresiarz
- 2005: Fala zbrodni (odc.47)
- 2006: Ranczo jako złodziej (odc. 1)
- 2006: Job, czyli ostatnia szara komórka jako Pele
- 2006: Fałszerze – powrót Sfory jako znajomy Lipskiego z celi (odc. 4)
- 2007: Pitbull jako piekarz, zabójca Agaty Sowińskiej (odc. 9)
- 2007: Tylko miłość jako Wiktor Rozner, brat Rafała
- 2007: Odwróceni jako Ryszard Kobus „Małpa” (odc. 4 i 6)
- 2007: Królowie śródmieścia jako „Zyga”, brat „Buksa” (odc. 8 i 11)
- 2007: Halo Hans! jako cwaniaczek (odc. 10)
- 2007: Faceci do wzięcia (odc. 35 i 55)
- 2008: Twarzą w twarz jako Marcin Sikorski
- 2009: Randka w ciemno jako Mirek
- 2009: Naznaczony jako policjant Kazimierz Rawicz (odcinek 6, 8, 11)
- 2009–2010: Majka jako Stefan Lisowski
- 2009: 39 i pół jako adwokat Sławomir Pływak (odc. 29)
- 2010: Weekend jako Stefan
- 2010: Prosta historia o miłości jako II reżyser
- 2011: Układ warszawski jako Marcin Żwawy (odc. 10)
- 2011: Ojciec Mateusz jako Olek, człowiek Łapkiewicza (odc. 65)
- 2011: Kac Wawa jako recepcjonista
- 2012, 2015: Krew z krwi jako Wiktor Rota
- 2012, 2014: Czas honoru jako „Siwy”
- 2012: Komisarz Blond i Oko sprawiedliwości jako rosyjski urzędnik
- 2012: Anna German jako juror w Opolu
- 2013: Stacja Warszawa jako Robert Gawroński
- 2013: Prawo Agaty jako Seweryn, przyrodni brat Wiktorii (odc. 36)
- 2013: Komisarz Alex jako Jacek Koch „Szalony” (odc. 40)
- 2014: Lekarze jako Przemysław Zawada (odc. 50)
- 2014: Barwy szczęścia jako polonista Seweryn Gajewski
- 2014: Na krawędzi 2 jako człowiek Niżyńskiego
- 2016: M jak miłość jako Michał, brat Zuzy Marszałek
- 2016: Bodo jako kapitan Stefan Magiera (odc. 7, 8, 12, 13)
- 2017: Ojciec Mateusz jako dyrektor Gryka (odc. 222)
- 2017: O mnie się nie martw jako Bartek dziennikarz udający bezdomnego
- 2020: Zenek jako Sławomir Skręta
- 2020: Asymetria jako Zborek

## Polski dubbing
- 1997: Był sobie człowiek jako jaskiniowiec I (odc. 1–3)
- 2001: Titanic
- 2001–2006: Liga Sprawiedliwych bez granic jako Złoty Wzmacniacz
- 2002–2005: Dziewczyny, chłopaki
- 2007: Freefonix jako Freezbone
- 2008–2009: Supa Strikas: Piłkarskie rozgrywki jako
  - El Matador,
  - Riano (odc. 7),
  - brązowowłosy więzień (odc. 8),
  - Luźny Joe (jedna kwestia w odc. 10)
- 2009: Alvin i wiewiórki 2
- 2009: Scooby-Doo: Strachy i patałachy jako Tłuścioch
- 2011: Wiedźmin 2: Zabójcy królów jako Felix Favela
- 2011: Battlefield 3 jako Kowadło
- 2012: Medal of Honor: Warfighter
- 2014: Akademia tańca jako
  - Chuck (odc. 58–64, 89–94),
  - Anderson (odc. 131–134),
  - sanitariusz (odc. 132, 134)
- 2014: Battlefield 4
- 2015: Kapitan Szablozęby i skarb piratów jako baron Fanfaron
- 2015: Fantastyczna Czwórka jako Jimmy Grimm
- 2017: Jedenastka jako Francisco
- 2017: Transformers: Ostatni rycerz jako Santos
- 2017: Spider-Man: Homecoming jako Mac Gargan

## Spektakle teatralne
Teatr im. S. Jaracza (Olsztyn)
- 1996: Wesele jako Jasiek; Kasper (reż. Adam Hanuszkiewicz)

Teatr Narodowy (Warszawa)
- 2002: Żaby jako Chór (reż. Zbigniew Zamachowski)

Studio Teatralne Koło (Warszawa)
- 2002: Miłość do trzech pomarańczy (reż. Igor Gorzkowski)

Przedstawienia impresaryjne
- 2003: Pułkownik Ptak jako Dawud (reż. Piotr Nowak)
- 2003: Dobry wieczór kawalerski jako Miki czyli Majki (reż. Jerzy Bończak)

Kino-Teatr „Bajka” (Warszawa)
- 2005: Goło i wesoło jako Norbert (reż. Arkadiusz Jakubik)

Teatr Studio im. Witkiewicza (Warszawa)
- 2006: Sługa dwóch panów jako Sylwiusz (reż. Rimas Tuminas)

Teatr Stara ProchOFFnia (Warszawa)
- 2007: Niebo jako Nikita Mickiewicz (reż. Anna Jadowska)

Teatr Bajka (Warszawa)
- 2008: Mężczyźni na skraju załamania nerwowego jako Al (reż. Piotr Łazarkiewicz)

Teatr Kamienica (Warszawa)
- 2009: Mleko jako Antonis (reż. Sebastian Chondrokostas)

Teatr Kwadrat (Warszawa)
- 2010: Kiedy Harry poznał Sally jako były chłopak Sally
- 2010: Mój przyjaciel Harvey jako doktor George Sanderson (reż. Piotr Sławiński)
- 2011: Przez park na bosaka jako Paul Bratter (reż. Tomasz Szafrański)

Produkcja niezależna
- 2012: „Dobry wieczór kawalerski” jako Miki czyli Majki (reż. Piotr Nowak)

Teatr „Capitol” (Warszawa)
- 2012: „Szwedzki stół” jako Benek, wespół z Kabaratem Moralnego Niepokoju (reż. Robert Talarczyk)